# Winstub
Une winstub ou Weinstube en allemand (bar à vin, taverne ou auberge, en alsacien) est un établissement traditionnel historique typique de Strasbourg et de la route des vins d'Alsace du vignoble alsacien, ainsi que du vignoble allemand (Suisse alémanique, pays de Bade, vignoble du Palatinat rhénan).

## Étymologie
Le mot winstub (prononcé [vinʃtub] et non [winstʌb]) est un mot alsacien composé de « win », signifiant « vin », et de « stub » signifiant « salle » qui désigne la pièce centrale rustique chauffée en hiver par un poêle kachelofe des anciens établissements et maisons à colombages traditionnelles alsaciennes,.

## Histoire
Variante alsacienne des bar à vin, bistro, pub, bierstub, ou biergarten, ce type d'établissement ancestral remonte au Moyen Âge. Il était initialement fréquenté par des habitués, avec un décor rustique et une atmosphère régionale typique et traditionnelle, une ambiance conviviale et chaleureuse, en principe peu chère et plutôt populaire,.

Quelques winstubs traditionnels de la route des vins d'Alsace du vignoble d'Alsace
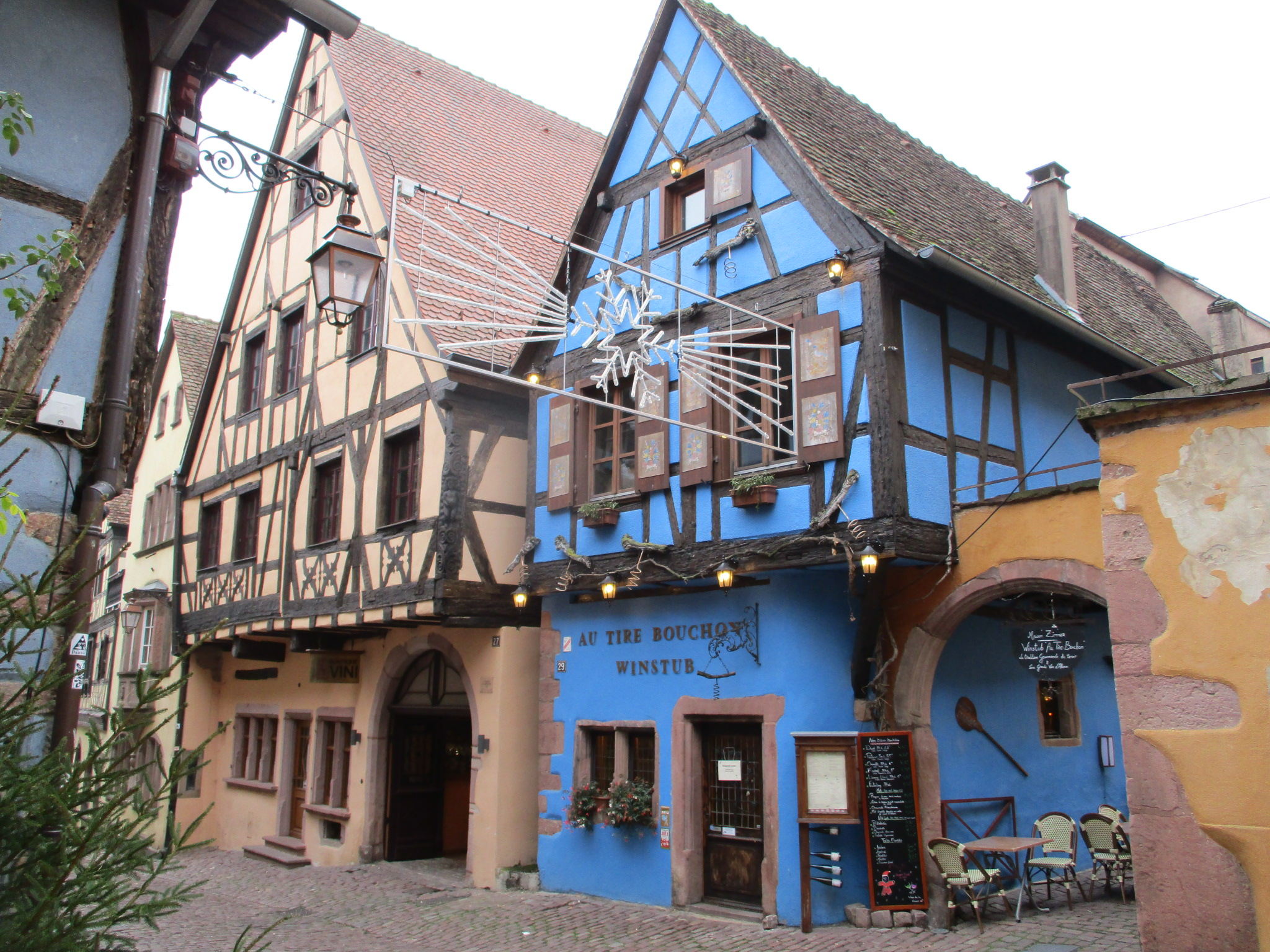
Riquewihr
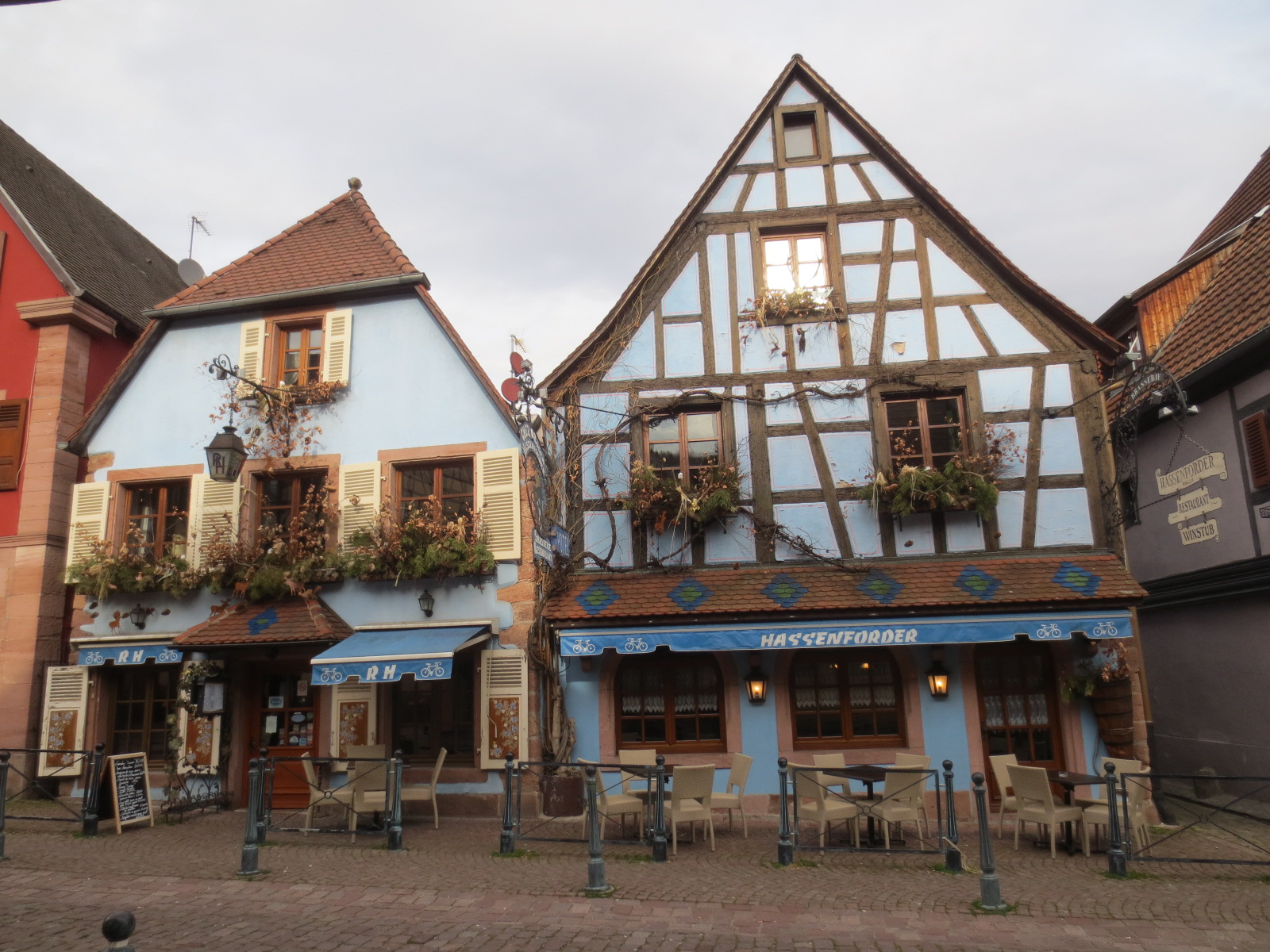
Kaysersberg
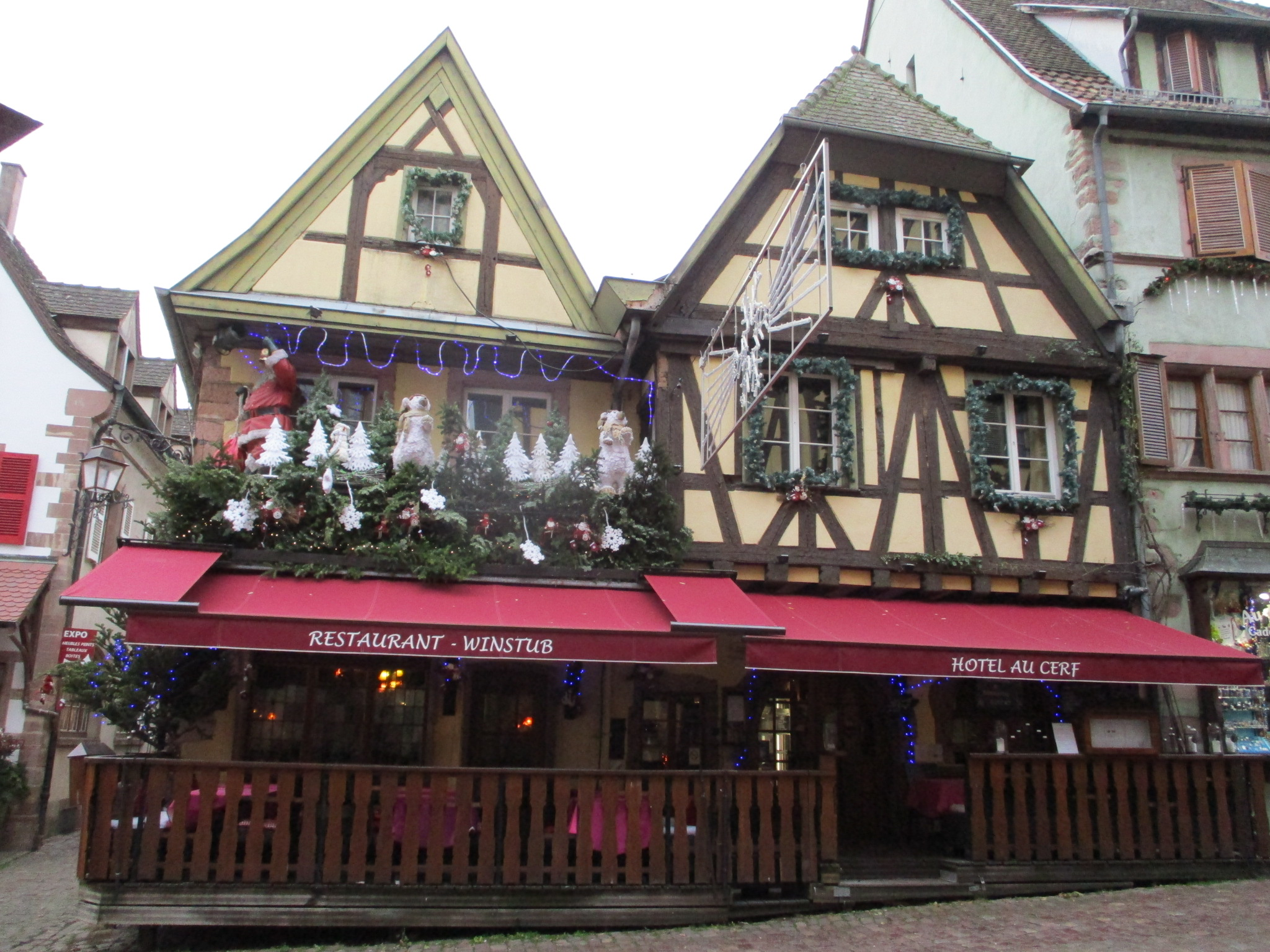
Riquewihr
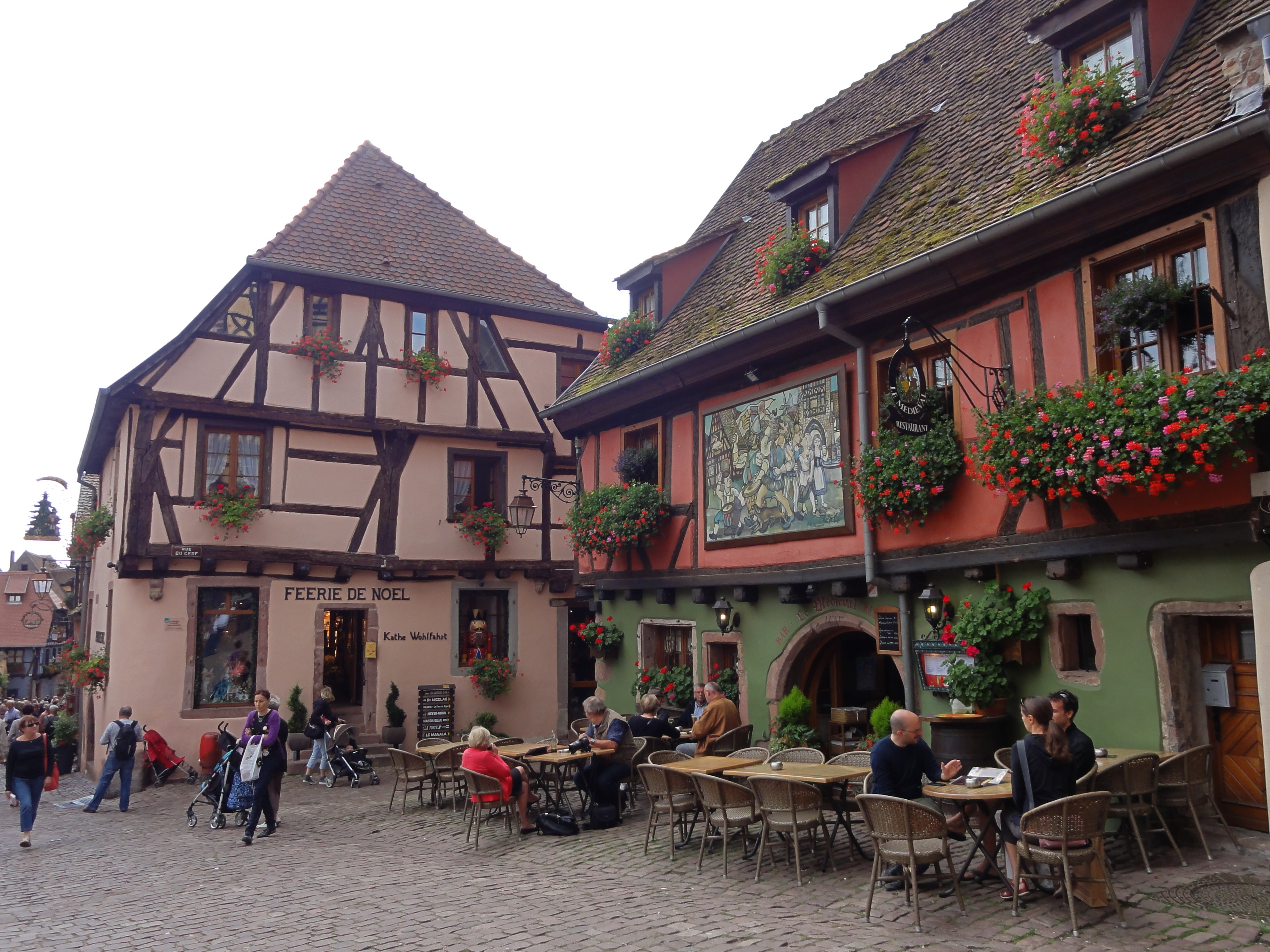
Riquewihr
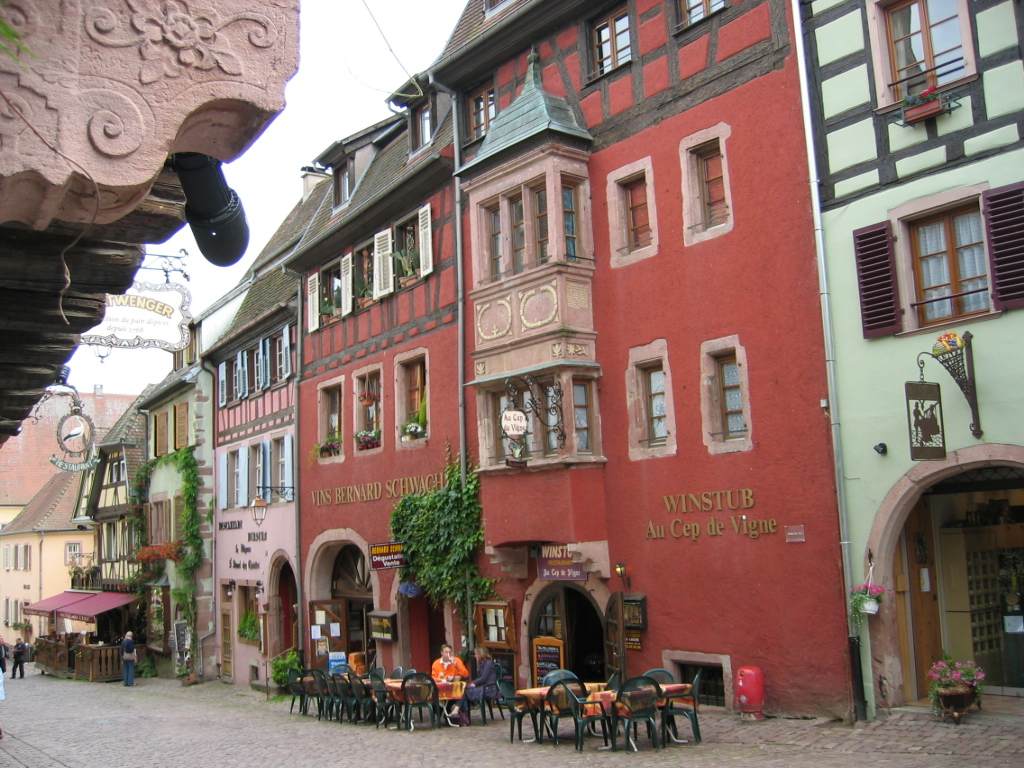
Riquewihr

Véritable institution d'origine strasbourgeoise, elle perd un peu de son caractère local avec le temps en raison de l'afflux touristique (et d'œnotourisme) et, sans doute, des changements d'habitudes des citadins.

Quelques enseignes traditionnelles de winstub
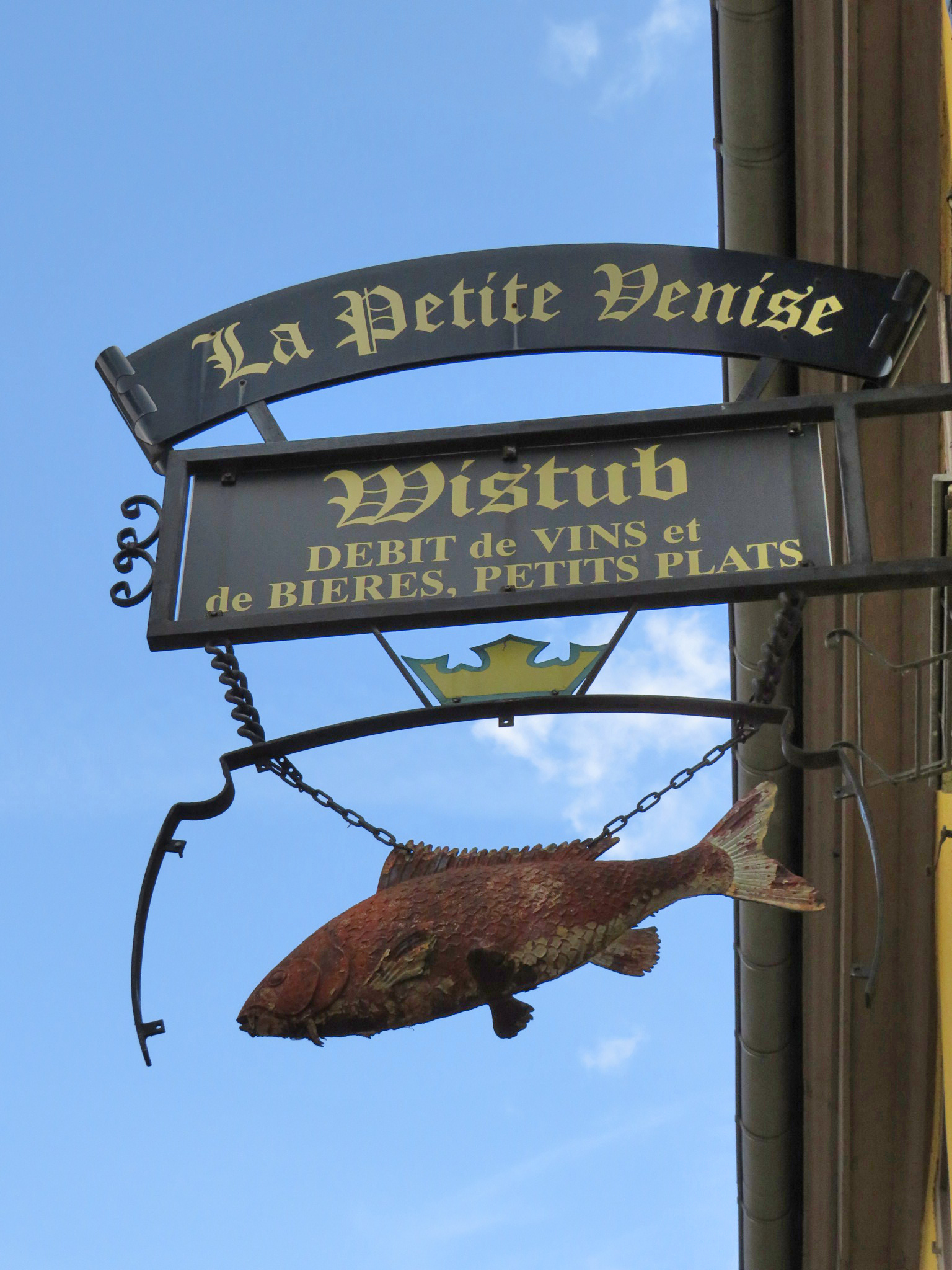
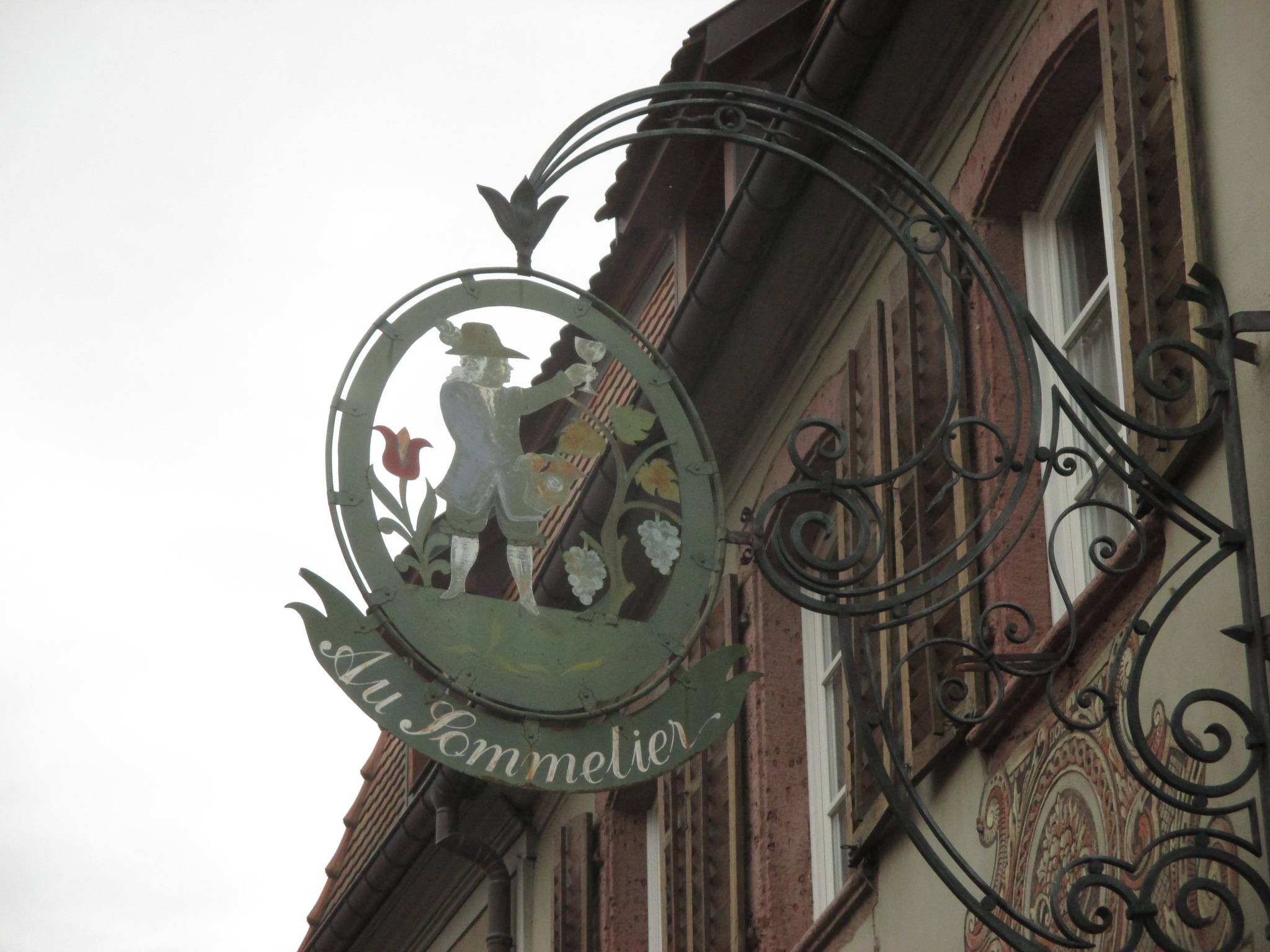
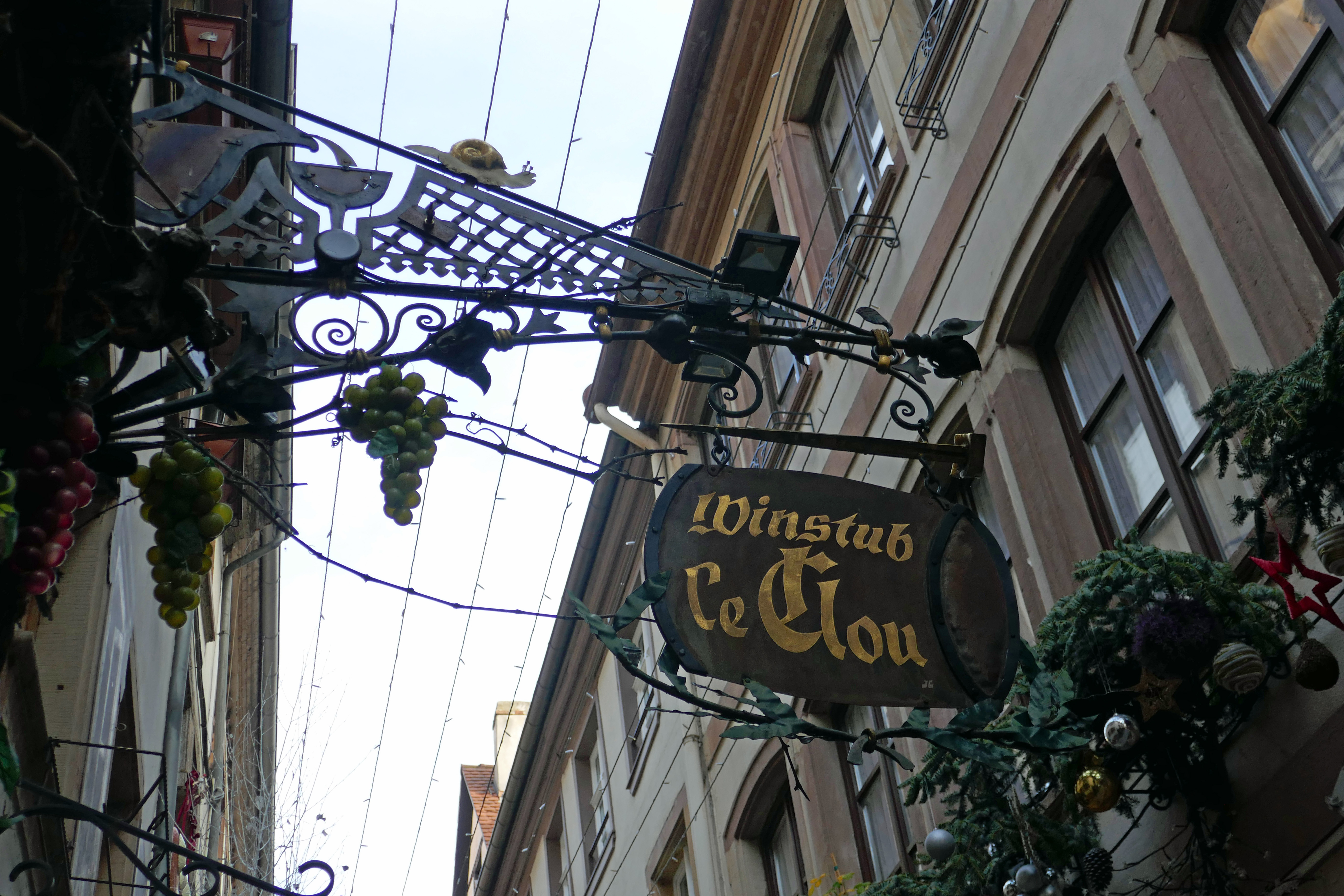
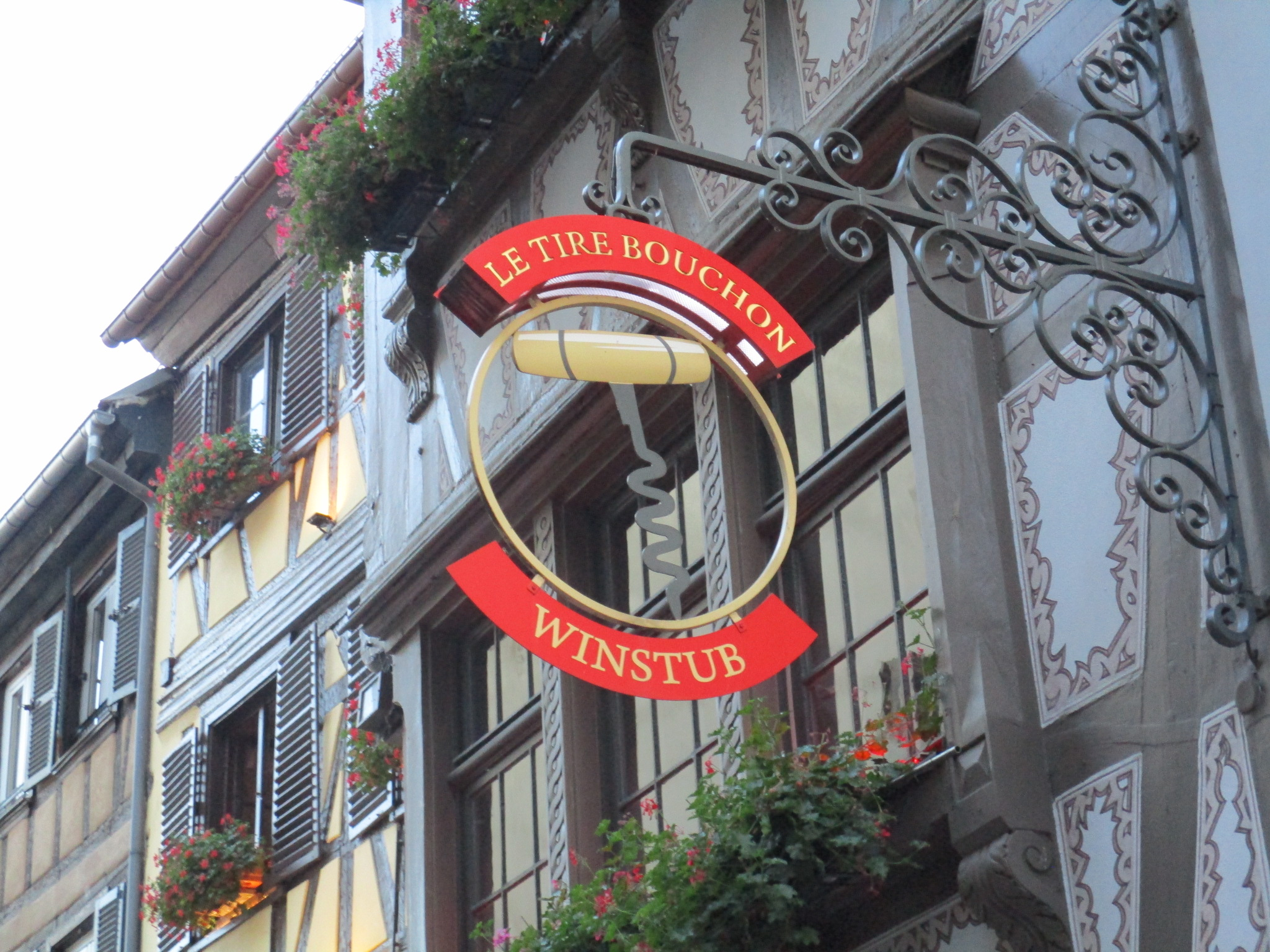
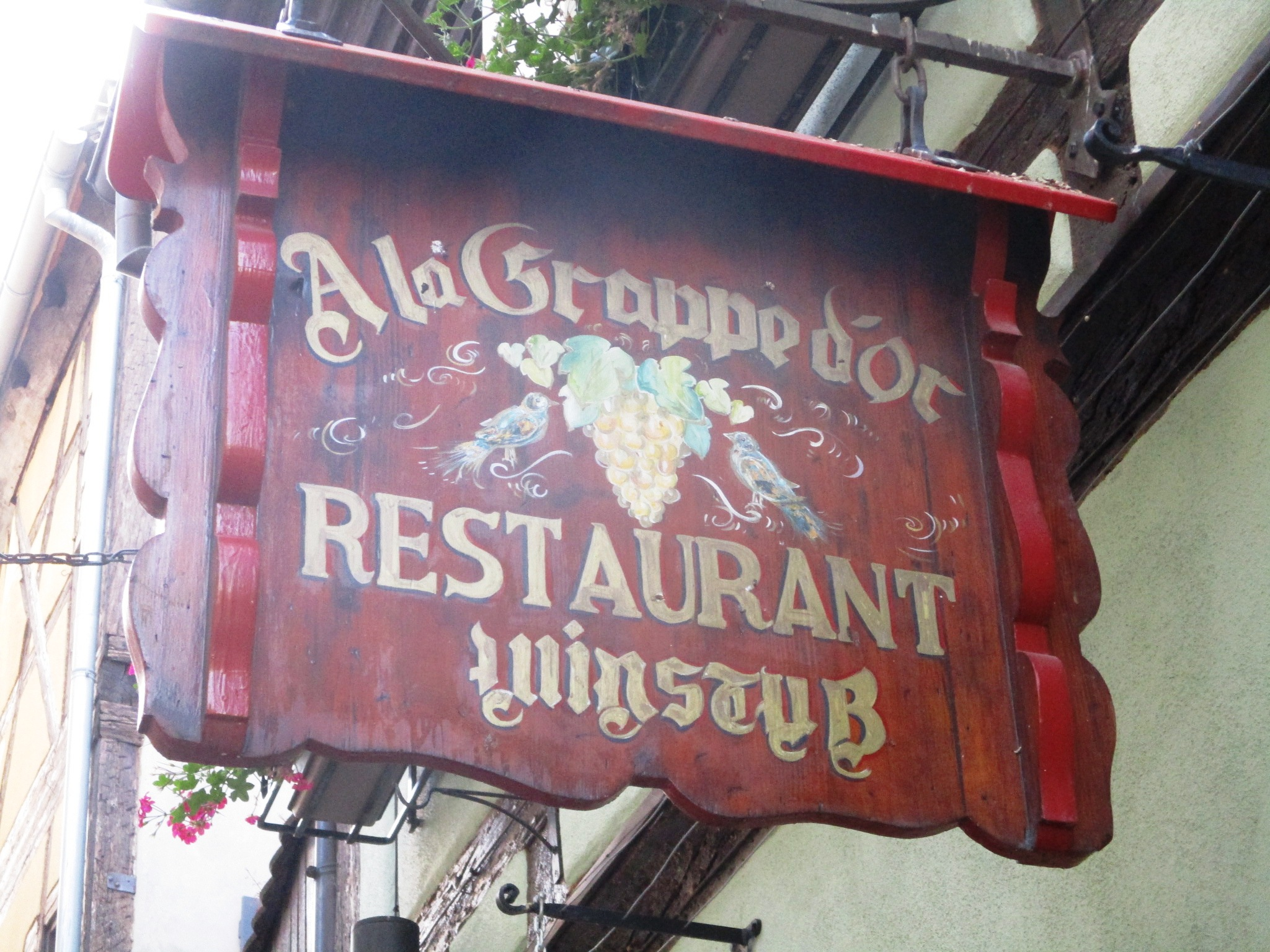

On parlait peu de winstub autrefois dans le Haut-Rhin, département de caveaux vignerons, d'esprit proche, mais elles s'y sont multipliées avec le temps dans les secteurs historiques touristiques, parfois dénommées winstub.  

Quelques intérieurs de winstubs typiques
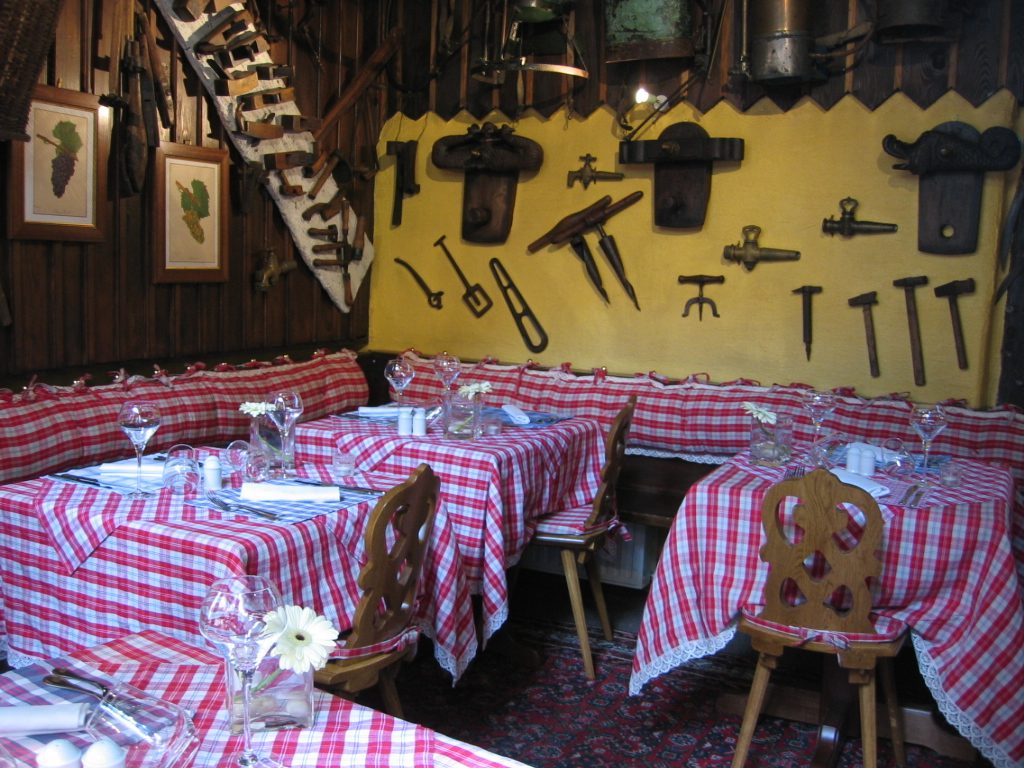
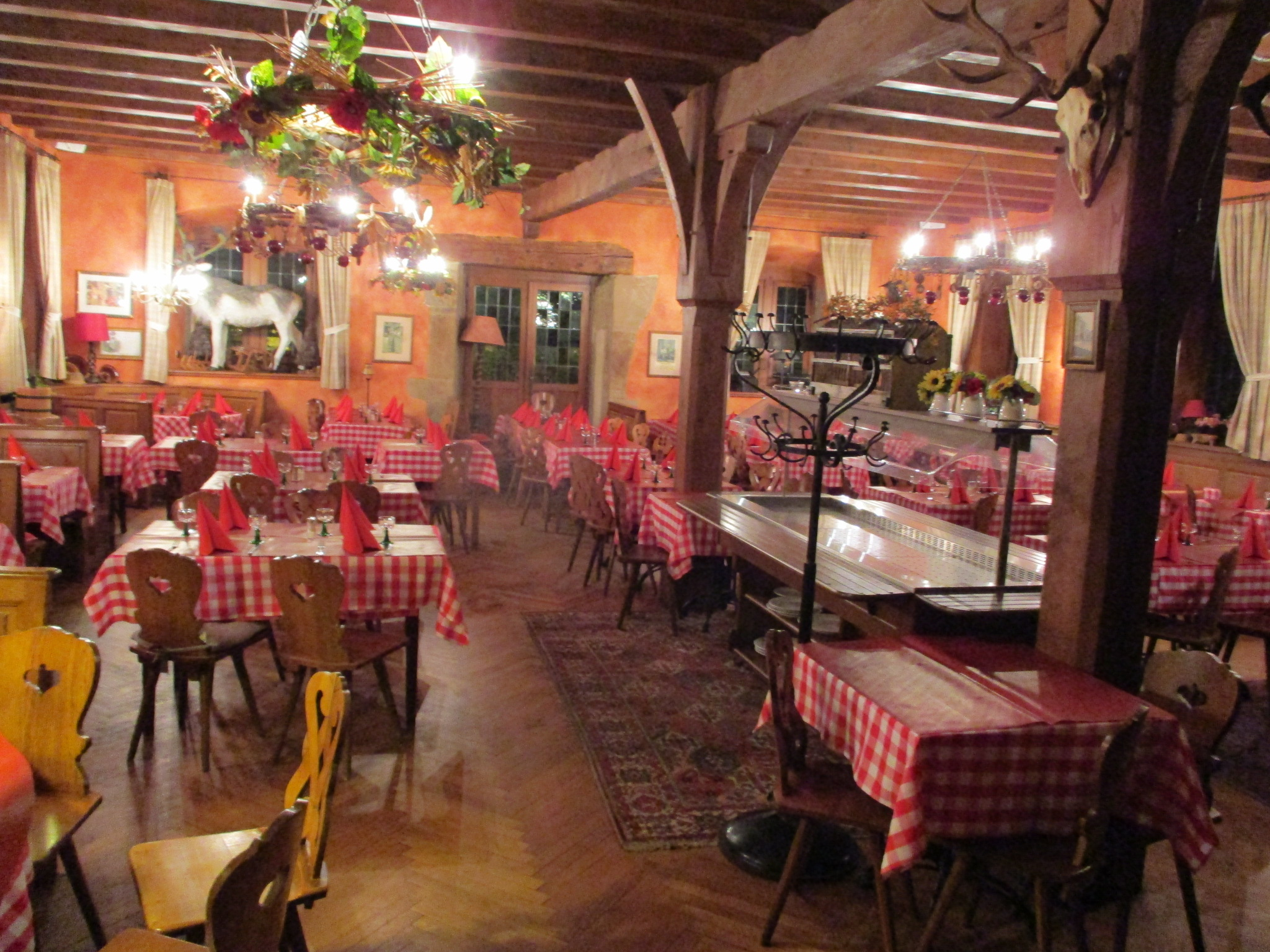
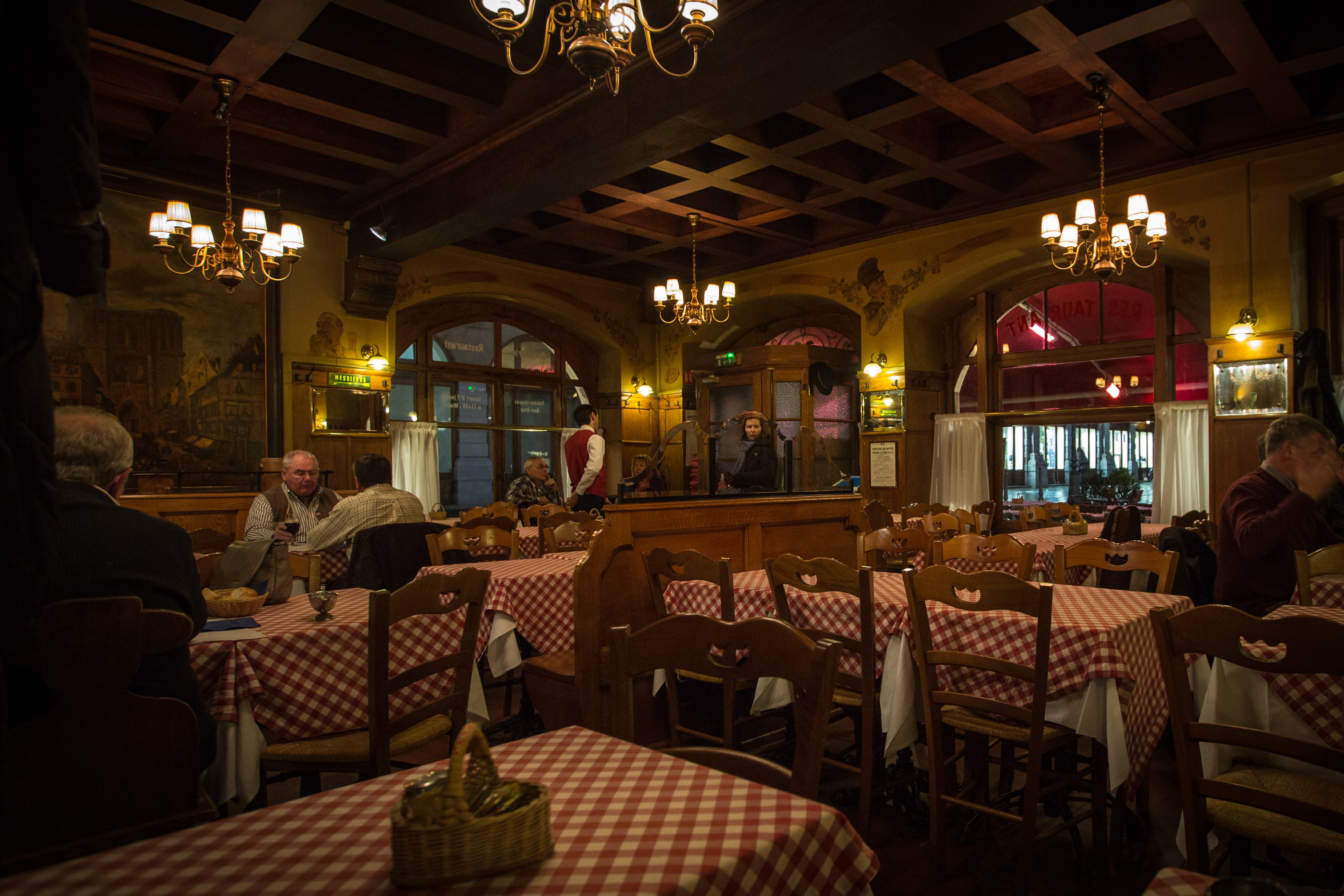
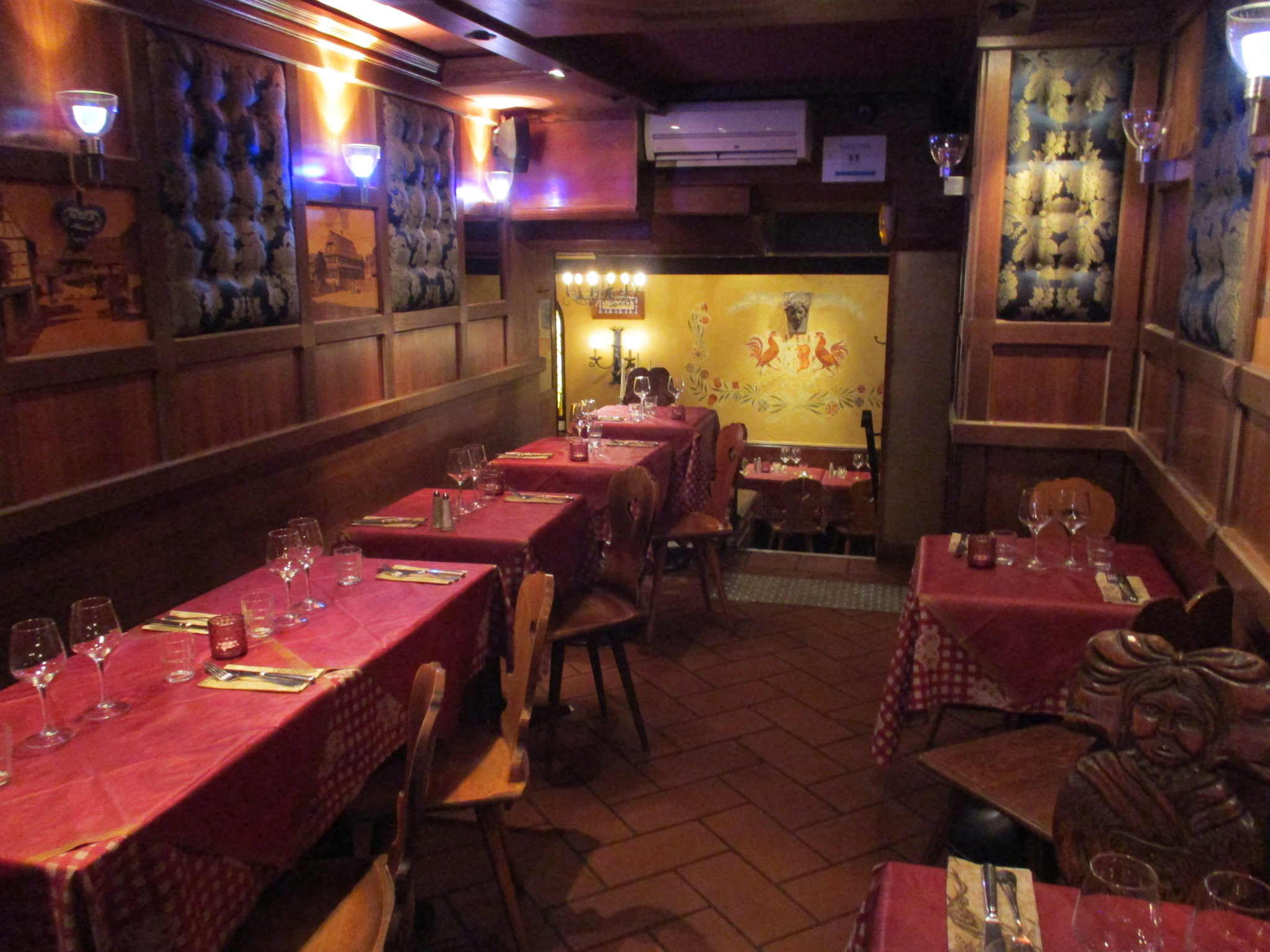
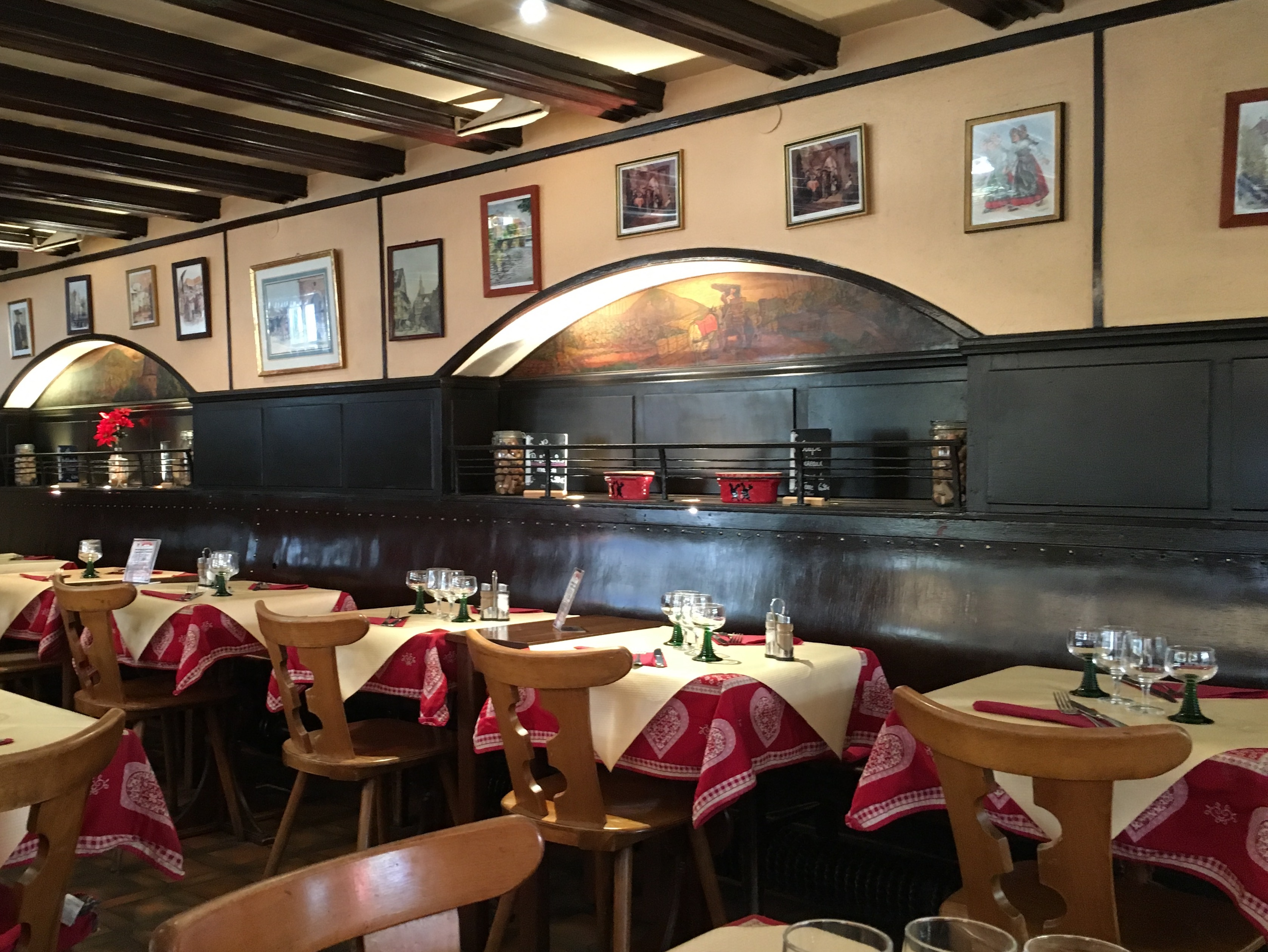

Les winstubs authentiques, comme leur nom l'indique, n'étaient certes pas des brasseries, mais on y a assez tôt proposé de la bière d'Alsace, marginalement, sous le nom de bierstub ou de biergarten.
Le vin d'Alsace servi dans des verres plus ou moins traditionnels, est à l'origine apporté en pichet ou vendu et servi au verre avec, en particulier, du pinot, du riesling, du gewurztraminer, du muscat, du sylvaner, du chasselas, du klevener de Heiligenstein, du crémant, de vendanges tardives ou encore de l'alsace grand cru du vignoble alsacien.

## L'esprit des winstubs

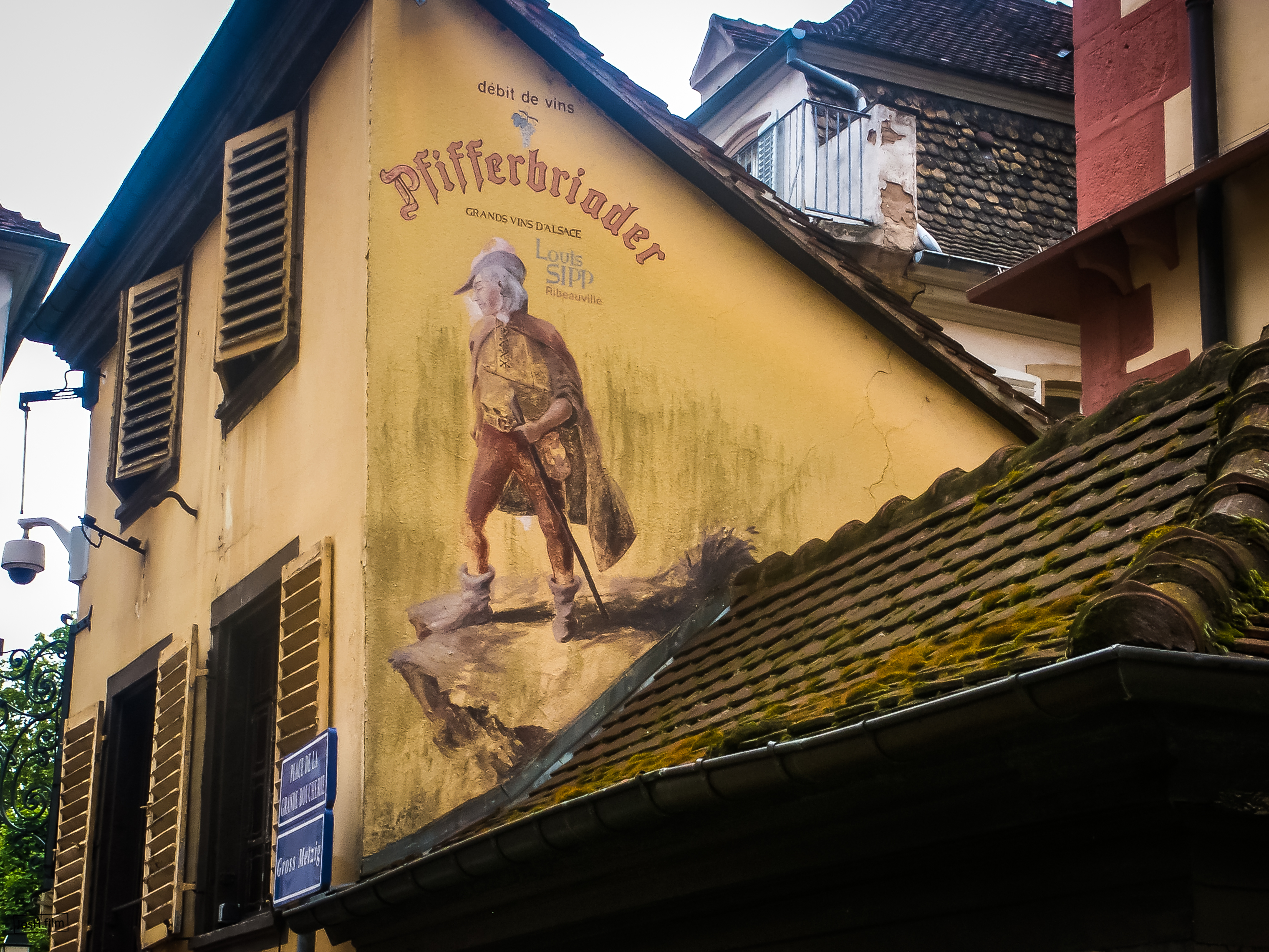
Restaurant-winstub Le Pfifferbriader (Le Joueur de Flûte) de Strasbourg.

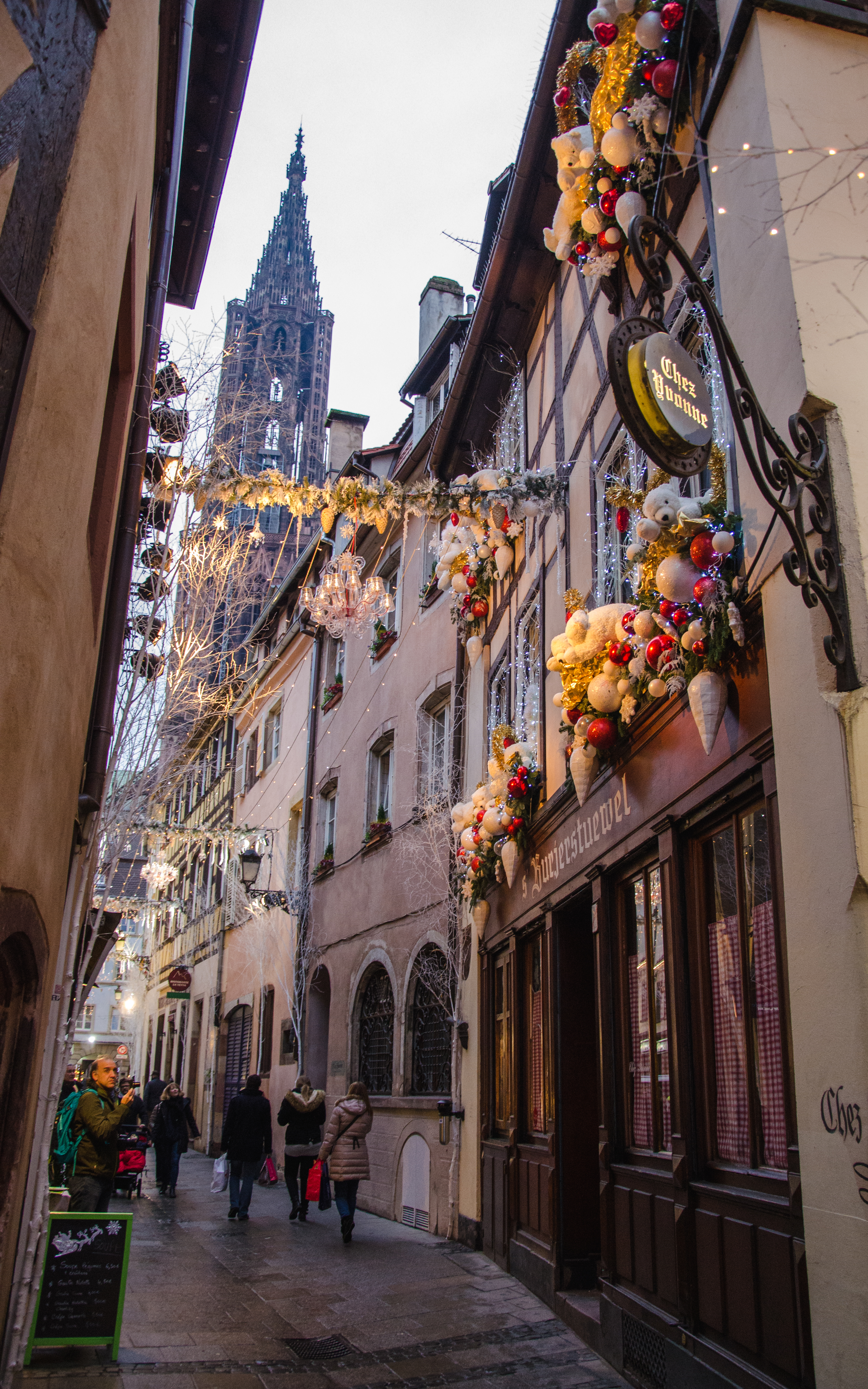
Winstub Chez Yvonne, rue du Sanglier à Strasbourg.

Les winstubs étaient au début des lieux de rencontre – des tiers-lieux – axés sur le débit de vin. De nos jours elles sont souvent présentées comme le pendant des bouchons lyonnais ou des bistrots  parisiens alors qu'elles se rapprochent plutôt des osterie italiennes où la restauration occupe une place secondaire. Elles constituaient en quelque sorte l'ancêtre des bars à vin contemporains.

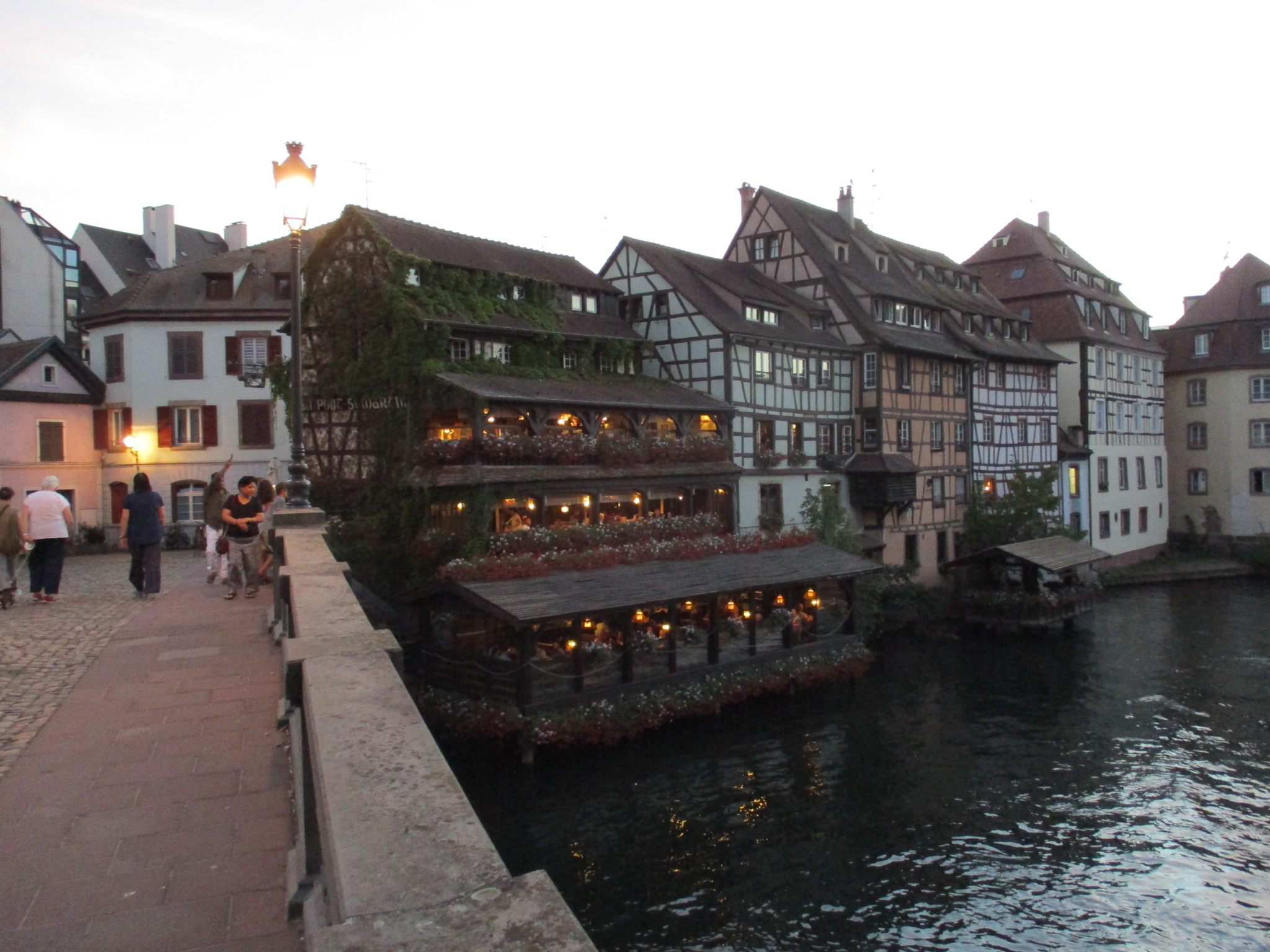
Restaurant-winstub Au Pont Saint Martin de la Petite France de Strasbourg.

À ce jour, la winstub (ou restaurant-winstub, ou auberge-winstub, ou winstub-bierstub, ou winstub-biergarten) est présentée comme le stéréotype du restaurant typique au décor authentique alsacien et de sa cuisine alsacienne traditionnelle du terroir, tels que la salade alsacienne, la flammekueche, le coq au riesling, la choucroute d'Alsace, le baeckeoffe, le bibeleskæs, les spätzle, le kougelhopf, le gâteau au fromage, les vins d'Alsace et autres spécialités rhénanes…

## Quelques winstubs notoires
La winstub est avant tout initialement strasbourgeoise, parmi les plus illustres figuraient celle des Pfifferbriader, le Wynmuck, le Heilich Graab, la Jungere Stuewel et S'Burjerstuewel (qui deviendra Chez Yvonne).

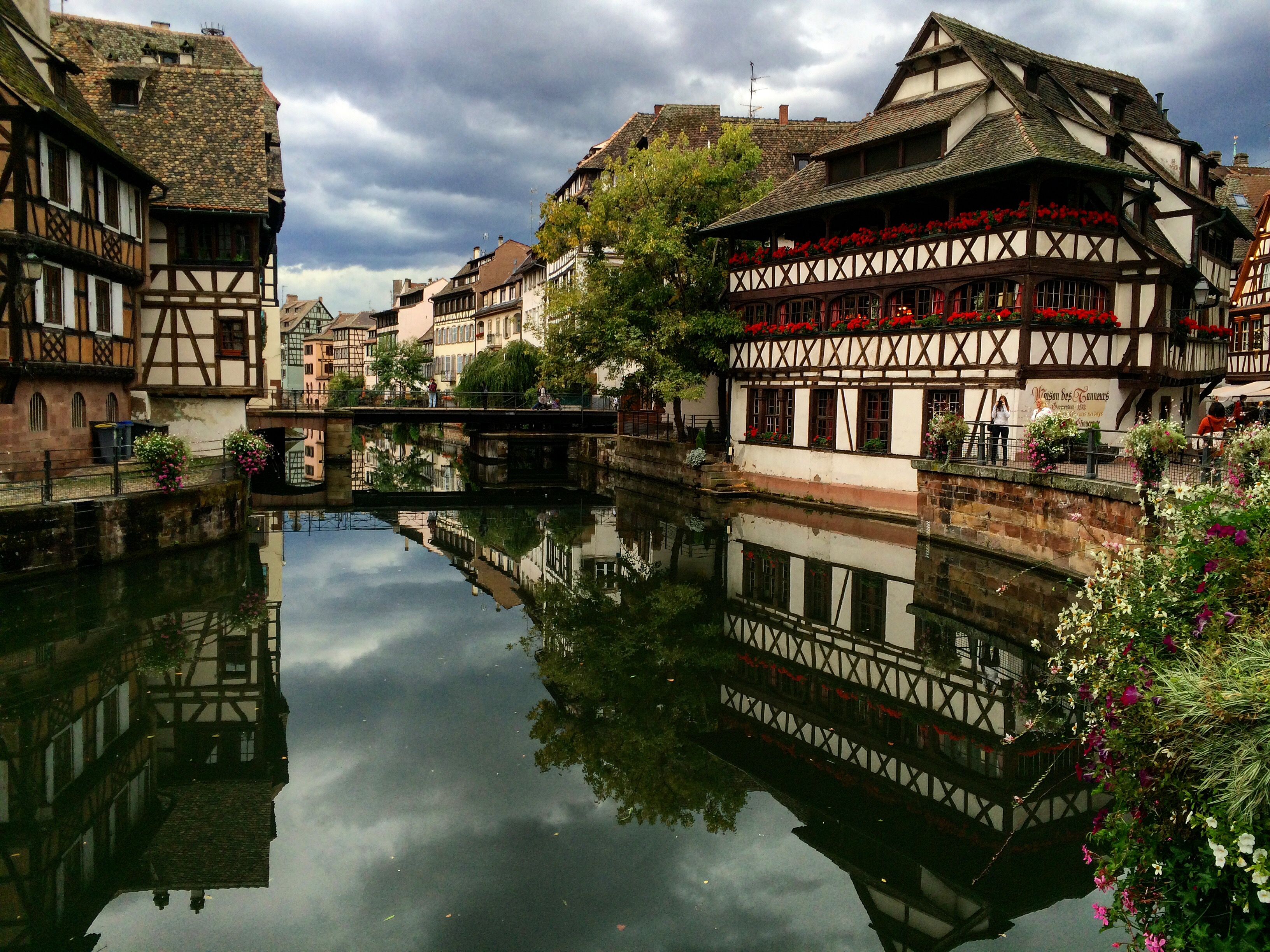
Restaurant-winstub la Maison des Tanneurs (Strasbourg)
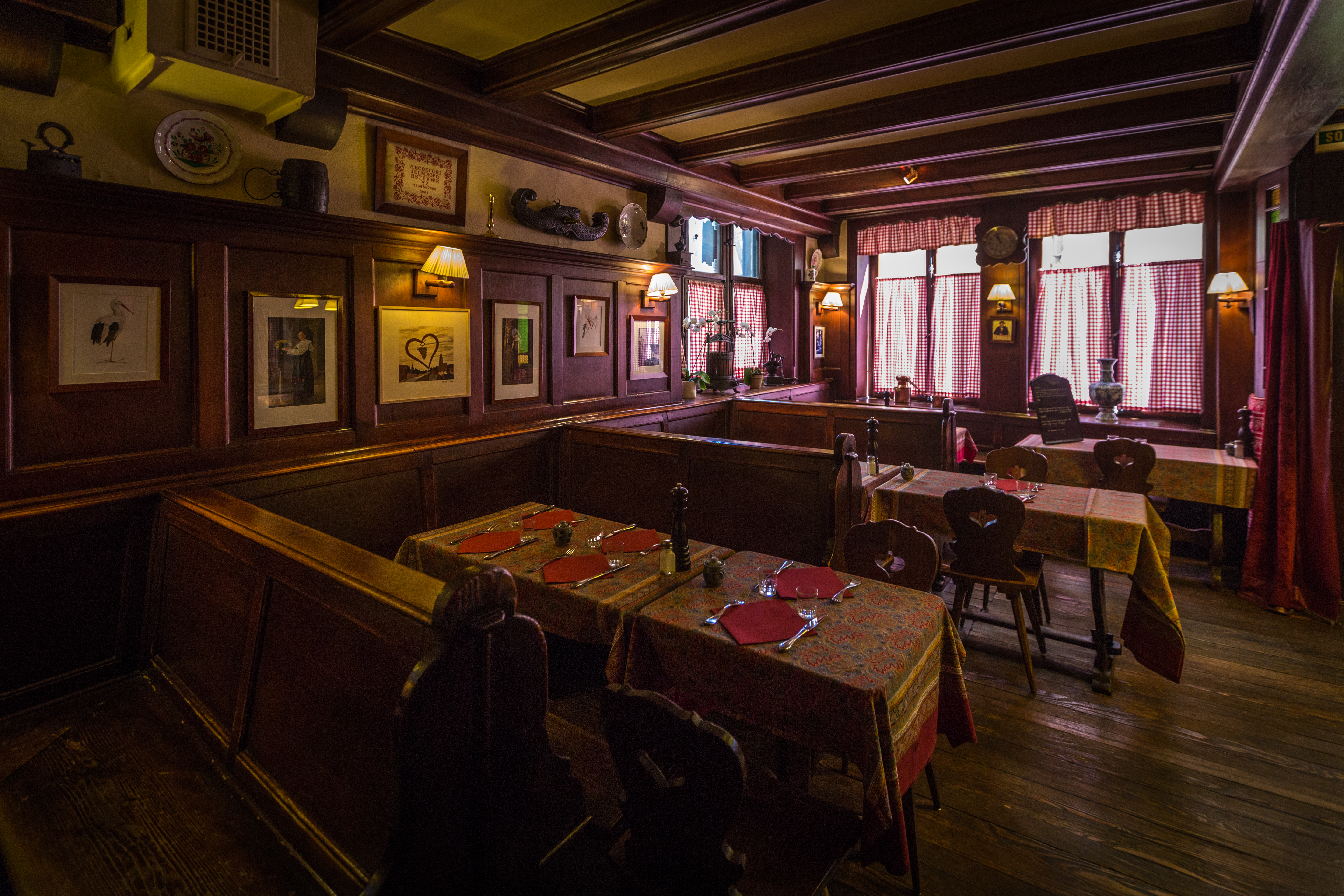
Winstub Chez Yvonne de Strasbourg.
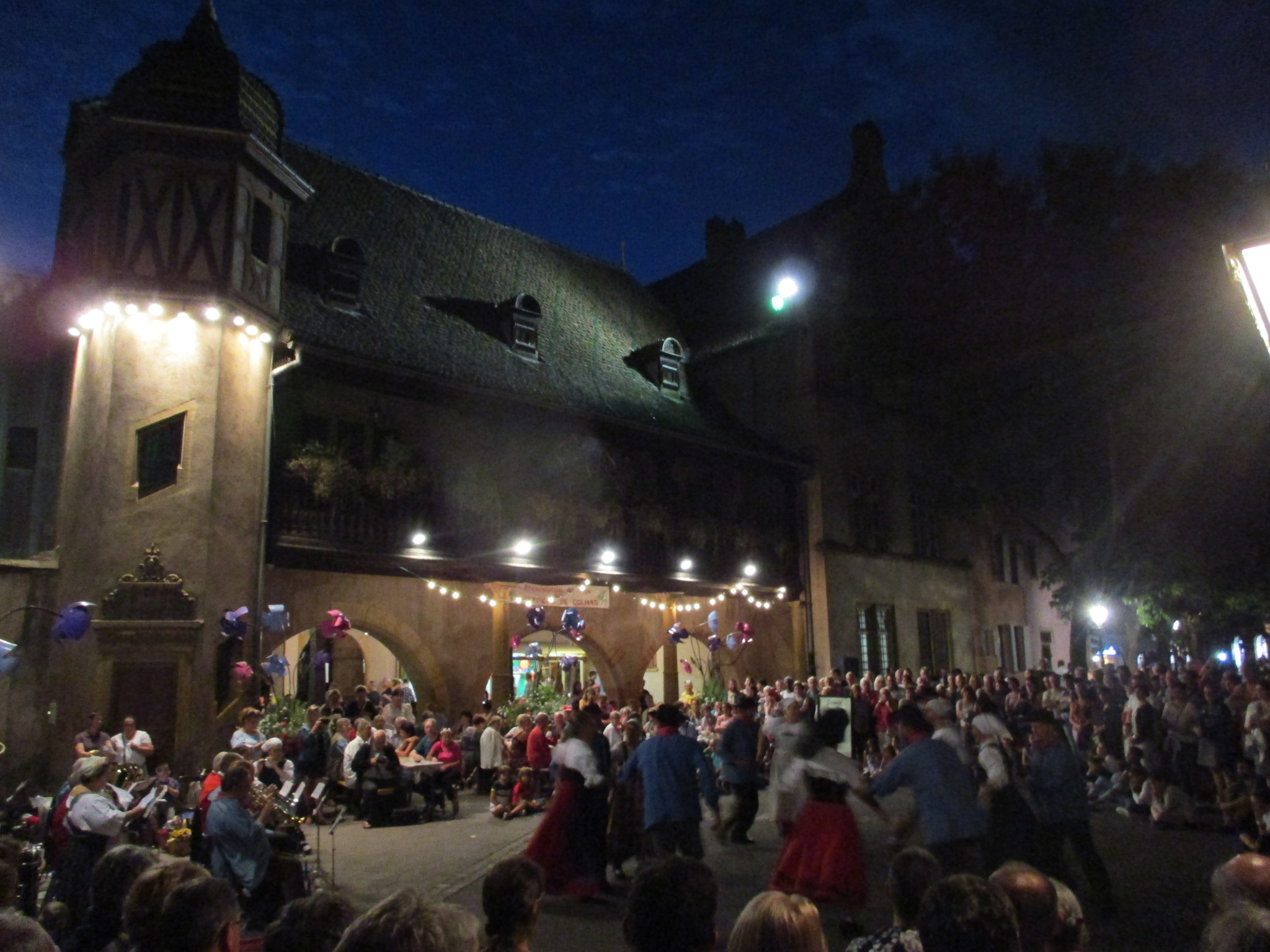
Restaurant-winstub-biergarten Koïfhus de Colmar.
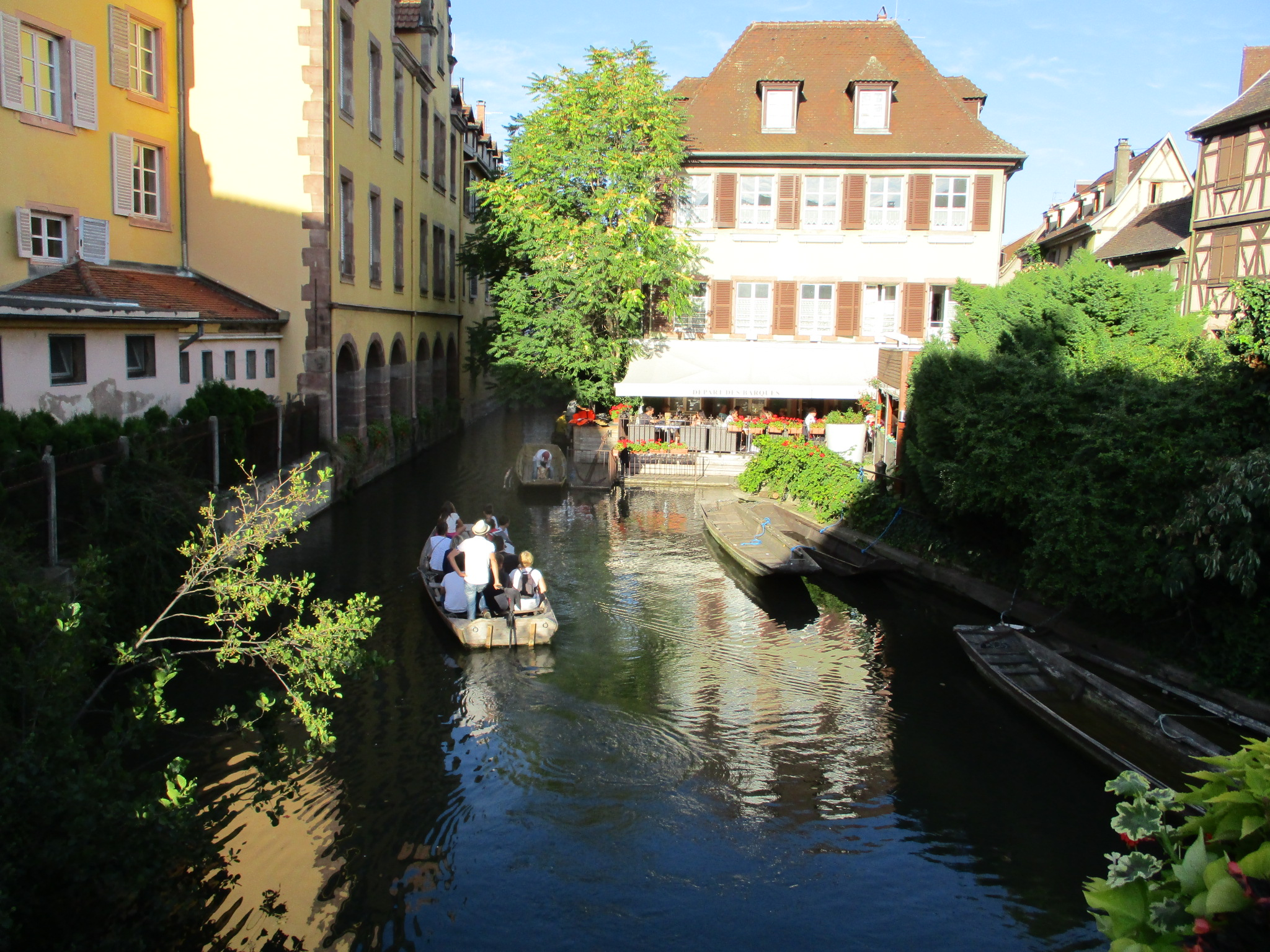
Winstub la Krutenau de la Petite Venise de Colmar.
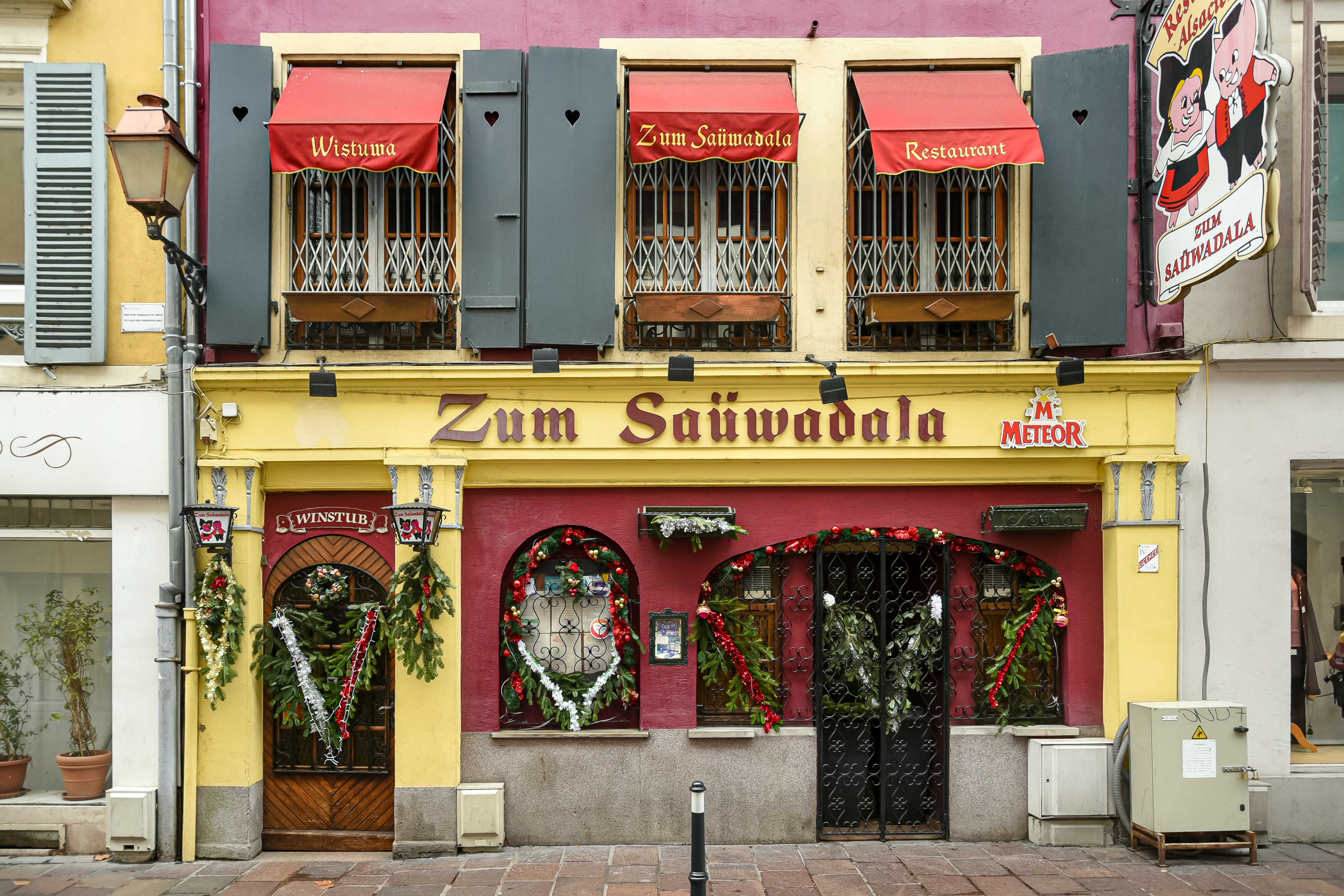
Winstub Zum Saüwadala de Mulhouse.

La winstub Chez Yvonne, toujours existante, rue du Sanglier du quartier Centre, a été un des restaurants emblématiques de la gastronomie alsacienne de Strasbourg, à l'époque où elle était tenue par la chef-cuisinière alsacienne Yvonne Haller.

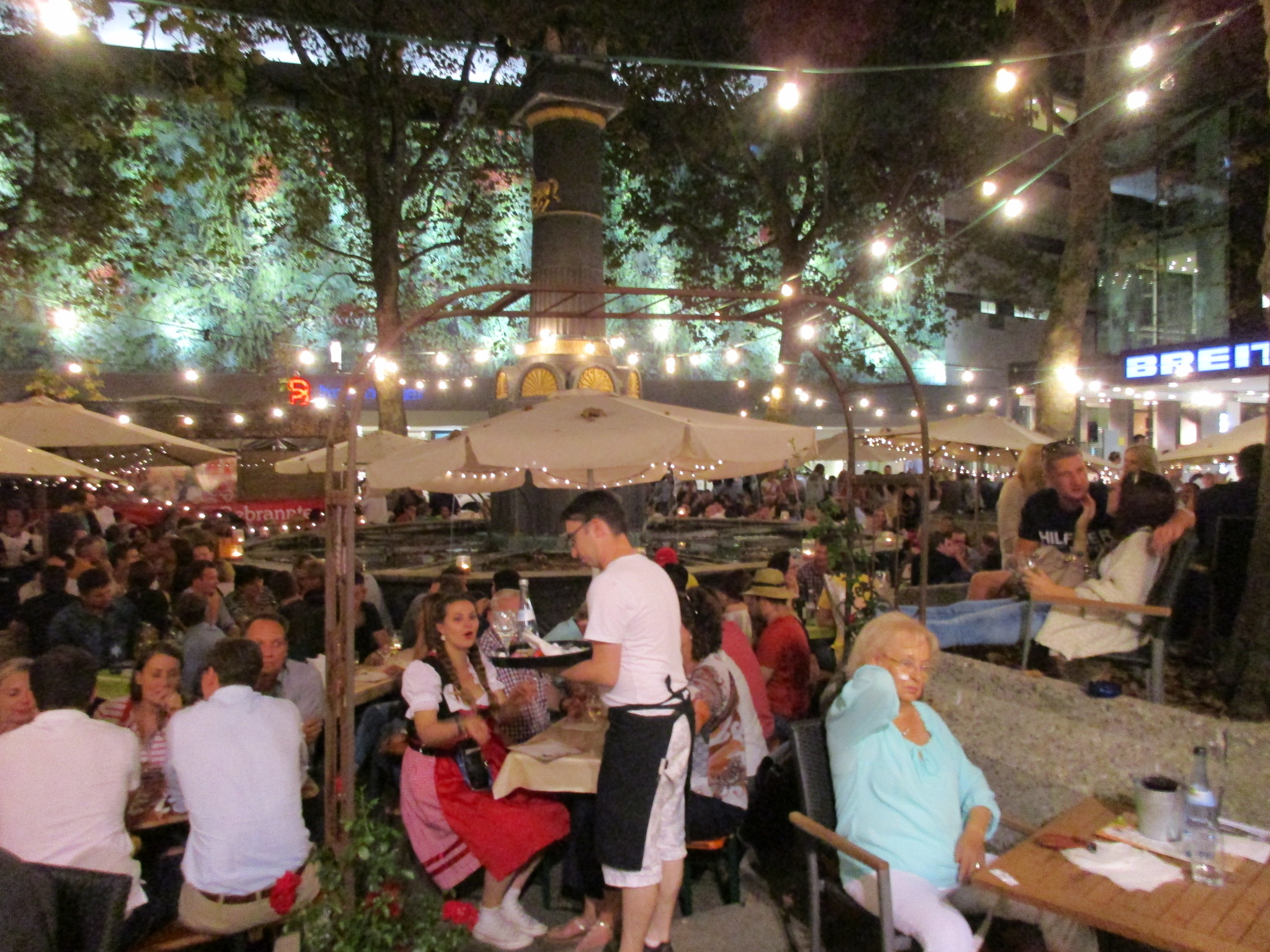
Village viticole de Stuttgart.

De nombreux restaurants-winstubs tels que la Maison des Tanneurs, les Ancienne douane de Strasbourg, ou Au Pont Saint Martin, sont des institutions culinaires emblématiques de Strasbourg.
La winstub Zum Saüwadala (« À la petite queue de cochon ») est pour sa part une véritable institution  mulhousienne et du Haut-Rhin.
Le village viticole de Stuttgart est une importante fête du vin annuelle allemande du Bade-Wurtemberg, où une importante partie des rues du centre historique de Stuttgart sont transformées en winstub géante festive de plein air, à l'image des biergartens allemands, ou encore de la fête de la bière Oktoberfest de Munich. 